# Francisco Javier Sanz Fernández
Francisco Javier Sanz Fernández (ur. 13 stycznia 1949 w Walencji) – hiszpański polityk, agronom i nauczyciel akademicki, poseł do Kongresu Deputowanych, poseł do Parlamentu Europejskiego II, III i IV kadencji.

## Życiorys
Z wykształcenia agronom, studia odbył na Universidad Politécnica de Valencia (w szkole inżynierów rolnictwa ETSIA), po czym doktoryzował się na tej samej uczelni. Początkowo pracował na macierzystej uczelni, następnie jako nauczyciel akademicki na Universidad de Córdoba i na Universidad CEU San Pablo, w połowie lat 70. był zatrudniony w hiszpańskiej Wyższej Radzie Badań Naukowych (CSIC). Po przemianach politycznych powrócił na Uniwersytet Politechniczny w Walencji. Pełnił funkcję prorektora, a w 2004 czasowo przejął obowiązki rektora tej uczelni.
W 1976 zaangażował się w działalność polityczną w ramach Hiszpańskiej Socjalistycznej Partii Robotniczej oraz związku zawodowego pracowników branży edukacyjnej FETE (zrzeszonego w UGT). Zasiadał we władzach regionalnych PSOE. Z jej ramienia od 1979 do 1987 był członkiem Kongresu Deputowanych II, III i IV kadencji. Od 1986 do 1999 sprawował mandat eurodeputowanego, należał do frakcji socjalistycznej, pełnił m.in. funkcję wiceprzewodniczącego Komisji ds. Kultury, Młodzieży, Edukacji i Środków Masowego Przekazu.